# Kellett Island
Kellett Island (kinesiska: 奇力島, 奇力岛) är en ö i Hongkong (Kina). Den ligger i den centrala delen av Hongkong.